# Drosophila tripunctata
Drosophila tripunctata är en tvåvingeart som beskrevs av Friedrich Hermann Loew 1862.

## Taxonomi och släktskap
Drosophila tripunctata ingår i släktet Drosophila och familjen daggflugor.

## Utbredning
Artens utbredningsområde täcker delar av USA, det sträcker sig från Iowa och New Jersey i norr till Texas och Florida i syd.